# Радикал Джекобсона
Радикалом Джекобсона кільця R називається множина елементів з R, які анулюють всі прості R-модулі, або саме кільце R, якщо простих R-модулів не існує. Радикал кільця R позначається через J(R). Тобто:
{\displaystyle J(R)=\{x\in R|sx=0,\quad \forall s\in S,\forall S\in Sm(R)\}}
де Sm(R) позначає множину простих модулів над кільцем R.
Радикал Джекобсона був введений і детально досліджений американським математиком Натаном Джекобсоном  (N. Jacobson) у 1945 році. 

## Еквівалентні визначення
Радикал Джекобсона завжди існує і може бути охарактеризований багатьма способами:
- Радикал Джекобсона кільця R — ідеал J{R) асоціативного кільця А, що задовольняє наступним двом умовам:

1. J (А) — найбільший квазірегулярний ідеал в R (елемент {\displaystyle a\in R} називається квазірегулярним, якщо рівняння а + х - ах=0 має розв'язок {\displaystyle x\in R.} Для кілець з одиницею це еквівалентно оборотності елемента 1 - a);
2. у фактор-кільці R/J{R) немає квазірегулярних ідеалів, окрім нульового.

- J(R) є перетином ядер всіх незвідних представлень кільця;
- J(R) є перетином всіх регулярних максимальних правих ідеалів і перетин всіх регулярних максимальних лівих ідеалів.

## Приклади
- Радикал Джекобсона довільного поля рівний {0}. Радикал Джекобсона кільця цілих чисел рівний {0}.
- Радикал Джекобсона кільця Z/8Z — 2Z/8Z.
- Якщо K — поле і R = K[[X1, ..., Xn]] — кільце формальних степеневих рядів, тоді елементами J(R) є ті степеневі ряди вільним член яких рівний нулю.

## Властивості
- Якщо I — ідеал в кільці R, то {\displaystyle J(I)=I\cap J(R)}, якщо {\displaystyle R_{n}} — кільце всіх матриць порядку n над R, то  {\displaystyle J(R_{n})=(J(R))_{n}}.

- Якщо на асоціативному кільці R ввести наступну операцію:

{\displaystyle a\circ b=a+b+ab}
то в напівгрупі {\displaystyle \left\langle R,\circ \right\rangle } радикал J(R) відносно операції {\displaystyle \circ } буде підгрупою.
- Над квазірегулярним (тобто таким, що збігається зі своїм  радикалом Джекобсона) асоціативним кільцем не існує ненульових скінченно породжених незвідних модулів; проте прості асоціативні квазірегулярні кільця існують.
- Для того, щоб в асоціативному кільці R радикал Джекобсона був рівний нулю, необхідно і достатньо, щоб R  було підпрямою сумою примітивних кілець.

- Якщо R є комутативним і скінченнопородженим як Z-модуль, то J(R) збігається з нільрадикалом кільця R.

- Радикал Джекобсона кільця R/J(R) рівний нулю.

- Якщо f : R → S сюр'єктивний гомоморфізм кілець, то f(J(R)) ⊆ J(S).

- Якщо M — скінченнопороджений лівий R-модуль і J(R)M = M, то M = 0 (лема Накаями).

- J(R) містить кожен ідеал R всі елементи якого є нільпотентними . Якщо R є лівим чи правим кільцем Артіна, тоді J(R) є нільпотентним ідеалом. Проте загалом не всі елементи радикала Джекобсона мають бути нільпотентними.